# Thorectes laevigatus
Thorectes laevigatus is een keversoort uit de familie mesttorren (Geotrupidae). De wetenschappelijke naam van de soort werd in 1798 gepubliceerd door Johann Christian Fabricius.